# Zornia echinata
Zornia echinata är en ärtväxtart som beskrevs av Robert H Mohlenbrock. Zornia echinata ingår i släktet Zornia och familjen ärtväxter. Inga underarter finns listade i Catalogue of Life.